# Jules Célestin Jamin

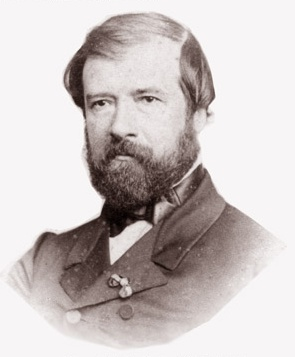
Jules Célestin Jamin

Jules Célestin Jamin (Termes, 30 mei 1818 - Parijs, 12 februari 1886) was een Franse natuurkundige. Zijn proefschrift handelde over de weerkaatsing van metalen. Hij bestudeerde magneten en vond een naar hem genoemde kunstmatige magneet uit en ook een elektrische bougie. Hij bestudeerde interferentie met een naar hem genoemd apparaat en mat de lichtsnelheid. In 1858 ontving Jamin de Rumford Medal. Hij is een van de 72 Fransen wier namen in reliëf op de Eiffeltoren zijn aangebracht.